# Eschenau
Eschenau è un comune austriaco di 554 abitanti nel distretto di Lilienfeld, in Bassa Austria.

## Geografia
Le comuni catastali sono Eschenau e Wehrabach.